# Хартнелл, Скотт
Скотт Хартнелл (англ. Scott Hartnell; род. 18 апреля 1982, Реджайна, провинция Саскачеван, Канада) — канадский хоккеист. Играет на позиции левого нападающего.

## Биография
До начала своей профессиональной карьеры Хартнелл выступал за «Ллойдминстер Блэйзерс» в юниорской лиге (AJHL) и «Принс-Альберт Рейдерз» в WHL. В сезоне 1999/00 он стал лучшим бомбардиром «Рейдерз» с 82 очками и получил приз лучшего игрока команды, а также вызван на матч самых перспективных игроков Канадской хоккейной лиги (CHL).
На драфте НХЛ 2000 года Хартнелл был выбран в первом раунде под общим 6-м номером клубом «Нэшвилл Предаторз». За этот клуб он выступал в течение шести сезонов, в 453 матчах забил 93 шайбы и сделал 118 передач. Во время локаута в сезоне 2004/05 за норвежскую «Волеренгу», которой помог выиграть чемпионат страны, забив в 11 матчах плей-офф 12 шайб.
В июне 2007 года перешёл в клуб «Филадельфия Флайерз» (в обмен на выбор в первом раунде драфта), подписав с клубом 6-летний контракт на сумму $25,2 млн.
23 июня 2014 года «Флайерз» обменял Хартнелла и выбор в четвёртом раунде драфта 2015 года в «Коламбус» на Ар Джей Амбергера. Выступая за «Коламбус», Хартнелл 24 марта 2015 года отметился хет-триком в ворота «Анахайма».
Выступал за взрослую и юниорскую (до 18 лет) сборную Канады. Участник чемпионата мира 2006 года.
Участник матча молодых звёзд НХЛ (2002).
Участник матча всех звёзд НХЛ (2012).

## Достижения
- Чемпион Норвежской хоккейной лиги: 2005
- Участник матча всех звёзд НХЛ: 2012

## Статистика
| Легенда | Легенда                    | Легенда | Легенда                   | Легенда | Легенда    |
| ------- | -------------------------- | ------- | ------------------------- | ------- | ---------- |
| И       | Количество проведённых игр | Штр     | Штрафное время            | +/−     | Плюс-минус |
| Г       | Голы                       | П       | Голевые передачи          | О       | Очки       |
| -       | Статистика неизвестна      | —       | Статистика не учитывалась |         |            |